# 旃檀寺 (成都)
旃檀寺，位于中国四川省成都市新都区斑竹园街道旃檀社区3组，成都市级文物保护单位。据史料记载，原旃檀寺有前、中、后三殿以及东西两廊、山门，应为三进四合院，现仅存后院，现存建筑面积380平方米。近现代名人林思进曾在此留题壁墨宝。

## 历史
旃檀寺始建于明宣德五年（1431年），现存建筑面积380平方米。清光绪三十二年（1906年），以寺建旃檀小学。1939年，中共地下党员在旃檀小学建立中共新都地下特支，成为新都从事抗日宣传活动的战斗堡垒，一批爱国志士聚集于此，传播进步教育思想，以教育救国，培育人才。2011年，旃檀寺被列为成都市历史建筑。2013年，旃檀寺被评为市级文物保护单位。